# Ronnie Brewer
Ronnie Brewer (Portland, Oregón; 20 de marzo de 1985) es un exjugador de baloncesto estadounidense que disputó ocho temporadas en la NBA. Con 2,01 metros de estatura, juega en la posición de escolta. Es hijo del que fuera también jugador profesional Ron Brewer.

## Carrera
Procedente de la Universidad de Arkansas, Brewer fue seleccionado por Utah Jazz en la 14.ª posición del Draft de la NBA de 2006 tras su año júnior, en el que promedió 18.4 puntos, 4.8 rebotes, 3.3 asistencias y 2.6 robos de balón. Su padre, Ron, fue jugador de la NBA y una estrella en la Universidad de Arkansas de los 70. 
En su primera campaña en la NBA, Brewer ha promediado 4.6 puntos y 1.3 rebotes en 56 partidos, 14 de ellos como titular. Es conocido por su heterodoxa técnica de tiro, debido a una lesión con un tobogán en su infancia.
El 18 de febrero de 2010 fue traspasado a Memphis Grizzlies por una ronda de draft protegida de 2010. Cuatro meses después firmó como agente libre por Chicago Bulls.
El 25 de julio de 2012, Brewer firmó con New York Knicks.
El 21 de febrero de 2013, New York Knicks lo traspasa a Oklahoma City Thunder por una futura 2a ronda del draftde  2014 y una compensación económica. Tras pasar por Houston Rockets y nuevamente los Bulls, actualmente se encuentra en condición de agente libre.

## Estadísticas de su carrera en la NBA

### Temporada regular
| Año     | Equipo        | PJ  | PT  | MPP  | %TC  | %3P  | %TL  | RPP | APP | ROB | TPP | PPP  |
| ------- | ------------- | --- | --- | ---- | ---- | ---- | ---- | --- | --- | --- | --- | ---- |
| 2006–07 | Utah          | 56  | 14  | 12.1 | .528 | .000 | .675 | 1.3 | .4  | .7  | .1  | 4.6  |
| 2007–08 | Utah          | 76  | 76  | 27.5 | .558 | .220 | .759 | 2.9 | 1.8 | 1.7 | .2  | 12.0 |
| 2008–09 | Utah          | 81  | 80  | 32.2 | .508 | .259 | .702 | 3.7 | 2.2 | 1.7 | .4  | 13.7 |
| 2009–10 | Utah          | 53  | 53  | 31.4 | .495 | .258 | .633 | 3.4 | 2.8 | 1.6 | .3  | 9.5  |
| 2009–10 | Memphis       | 5   | 0   | 16.0 | .231 | .000 | .800 | 1.4 | .6  | 1.2 | .0  | 2.0  |
| 2010-11 | Chicago       | 81  | 1   | 22.0 | .480 | .222 | .650 | 3.2 | 1.7 | 1.3 | .3  | 6.2  |
| 2011-12 | Chicago       | 66  | 43  | 24.8 | .427 | .275 | .560 | 3.5 | 2.1 | 1.1 | .3  | 6.9  |
| 2012-13 | New York      | 46  | 34  | 15.5 | .366 | .310 | .410 | 2.2 | .9  | .7  | .1  | 3.6  |
| 2012-13 | Oklahoma City | 14  | 0   | 10.1 | .261 | .200 | .000 | 2.9 | .7  | .6  | .0  | .9   |
| 2013-14 | Houston       | 23  | 3   | 6.9  | .200 | .125 | .000 | .6  | .4  | .3  | .0  | .3   |
| 2013-14 | Chicago       | 1   | 0   | 2.0  | .000 | .000 | .000 | .0  | .0  | .0  | .0  | .0   |
| Total   | Total         | 502 | 304 | 23.0 | .490 | .254 | .675 | 2.8 | 1.6 | 1.2 | .2  | 7.8  |

### Playoffs
| Año   | Equipo        | PJ | PT | MPP  | %TC  | %3P  | %TL  | RPP | APP | ROB | TPP | PPP  |
| ----- | ------------- | -- | -- | ---- | ---- | ---- | ---- | --- | --- | --- | --- | ---- |
| 2007  | Utah          | 8  | 0  | 5.1  | .600 | .000 | .538 | .8  | .3  | .1  | .0  | 2.4  |
| 2008  | Utah          | 12 | 12 | 25.4 | .520 | .167 | .760 | 3.2 | 1.6 | 1.0 | .3  | 10.2 |
| 2009  | Utah          | 5  | 5  | 31.6 | .408 | .000 | .688 | 4.6 | 2.6 | 1.4 | .2  | 10.2 |
| 2011  | Chicago       | 16 | 0  | 16.3 | .480 | .429 | .765 | 2.1 | .9  | .8  | .4  | 4.0  |
| 2012  | Chicago       | 5  | 0  | 16.6 | .250 | .000 | .000 | 3.8 | 1.8 | .8  | .2  | 1.6  |
| 2013  | Oklahoma City | 1  | 0  | 8.0  | .000 | .000 | .000 | 1.0 | .0  | .0  | .0  | .0   |
| Total | Total         | 47 | 17 | 18.2 | .471 | .267 | .676 | 2.6 | 1.2 | .8  | .3  | 5.6  |